# Edward Champlin
Edward Champlin (* 3. Juni 1948; † 23. Dezember 2024 in Flemington, New Jersey) war ein amerikanischer Althistoriker und Hochschullehrer.
Edward Champlin wurde wesentlich durch die Darstellung Roman Revolution von Ronald Syme zur Römischen Geschichte gebracht. Champlin machte 1970 den Bachelor in Geschichte an der Universität Toronto. 1972 folgte der Master in Classics ebenfalls in Toronto. 1976 erwarb er den D.Phil. in Literae Humaniores (ein Studium mit klassischen Inhalten, Alte Geschichte und Philosophie). Von 1984 bis 1985 war er Alexander von Humboldt Fellow an der Universität Heidelberg. Seit 1986 lehrte Champlin als Professor of Classics (Klassische Altertumswissenschaft) und seit 1987 als Cotsen Professor of Humanities an der Princeton University. Von 1995 bis 2003 war er Master des Butler Colleges, von 2007 bis 2008 Fellow der National Endowment for the Humanities (NEH). Champlin war korrespondierendes Mitglied des Deutschen Archäologischen Instituts. 
Seine Forschungsschwerpunkte waren die Sozial- und Kulturgeschichte der Römischen Republik und der frühen Römischen Kaiserzeit. Champlin legte eine maßgebliche Darstellung über den römischen Kaiser Nero vor. Er war einer der Herausgeber des renommierten Handbuches The Cambridge Ancient History.

## Schriften
- Nero. Harvard University Press, Cambridge, MA u. a. 2003, ISBN 0-674-01192-9 (Rezension).
- mit Alan K. Bowman, Andrew W. Lintott (Hrsg.): The Cambridge Ancient History. Second Edition. Bd. 10: The Augustan Empire. Cambridge University Press, Cambridge 1996, ISBN 0-521-26430-8.
- Final judgments: Duty and emotion in Roman wills, 200 B.C.–A.D. 250. University of California Press, Berkeley 1991, ISBN 0-520-07103-4.
- Fronto and Antonine Rome. Harvard University Press, Cambridge, MA u. a. 1980, ISBN 0-674-32668-7.